# Hemigrammocypris rasborella
Hemigrammocypris rasborella és una espècie de peix cipriniforme de la família dels ciprínids que es troba a Àsia: el Japó.
És un peix bentopelàgic i de clima temperat.